# Liga Femenina de Baloncesto 2022-2023
Il campionato spagnolo di pallacanestro femminile 2022-2023 (Liga Endesa per motivi di sponsorizzazione) è stato il 60º.
Valencia Basket vinto il suo primo titolo battendo nella serie finale il Perfumerias Avenida per 2-0.

## Stagione

### Novità
L'organico è di 16 squadre. Le retrocesse Universitario Ferrol e Promete Logroño vengono sostituite dalle neopromesse Barça C.B. Santfeliuenc e Jairis, vincenti rispettivamente della stagione regolare e dei play-off della Liga Femenina Challenge.

#### Aggiornamenti
Promete Logroño rinuncia alla categoria in favore della riammessa Clarinos Tenerife.

### Regolamento
Le squadre classificate dal primo all'ottavo posto al termine della regular season si qualificano ai play-off per l'assegnazione del titolo di campione di Spagna.
Le squadre classificate al quindicesimo e sedicesimo posto retrocedono in Liga Femenina Challenge.

## Squadre partecipanti
| Squadra                 | Allenatore          | Campo di gioco                                                           | Risultato stagione 2021-22             |
| ----------------------- | ------------------- | ------------------------------------------------------------------------ | -------------------------------------- |
| Avenida                 | Roberto Íñiguez     | Pabellón de Würzburg di Salamanca                                        | 1º posto, campione                     |
| Valencia B.C.           | Rubén Burgos López  | Pavelló Municipal Font de San Lluís di Valencia                          | 2º posto, finalista                    |
| Uni Girona              | Bernat Canut        | Pabellón Municipal Girona-Fontajau di Gerona                             | 3º posto                               |
| Sedis Seu d'Urgell      | Jordi Acero         | Palau d'Esports di La Seo de Urgel                                       | 4º posto                               |
| Saragozza               | Carlos Cantero      | Pabellón Príncipe Felipe di Saragozza                                    | 5º posto                               |
| Ibaeta                  | Aranzazu Muguruza   | Polideportivo José Antonio Gasca di San Sebastián                        | 6º posto                               |
| Estudiantes             | David Gallego       | Pabellón Antonio Magariños di Madrid                                     | 7º posto                               |
| Gernika Bizkaia         | Anna Montañana      | Pol. Maloste di Guernica                                                 | 8º posto                               |
| Islas Canarias          | José Carlos Ramos   | Polideportivo La Paterna di Las Palmas                                   | 9º posto                               |
| Ensino Lugo C.B.        | Miguel Ángel Ortega | Pazo Provincial Dos Desportes di Lugo                                    | 10º posto                              |
| Araski Vitoria          | Madelén Urieta      | Polideportivo Mendizorrotza di Vitoria                                   | 12º posto                              |
| Leganés                 | Evaristo Pérez      | Pabellon di Leganés                                                      | 13º posto                              |
| Bembibre                | Pepe Vázquez        | Bembibre Arena di Bembibre                                               | 14º posto                              |
| Clarinos Tenerife       | Claudio García      | Pabellon de desportes Santiago Martin di Santa Cruz de Tenerife          | 15º posto                              |
| Barça C.B. Santfeliuenc | Isaac Fernandez     | Palau Municipal d'Esports Juan Carlos Navarro di Sant Feliu de Llobregat | 1º posto in LFC                        |
| Jairis                  | Lucas Fernandez     | Municipal Fausto Vicent di Alcantarilla                                  | 2º posto in LFC, vincente dei play-off |

## Stagione regolare
Gli incontri si sono disputati tra il 5 ottobre 2022 e il 15 aprile 2023.

### Classifica
|  | Pos. | Squadra                     | Pt | G  | V  | P  | PtF  | PtS  | Diff. | CD    |
|  | ---- | --------------------------- | -- | -- | -- | -- | ---- | ---- | ----- | ----- |
|  | 1.   | Valencia BC                 | 55 | 30 | 25 | 5  | 2307 | 1847 | +460  |       |
|  | 2.   | Spar Girona                 | 54 | 30 | 24 | 6  | 2218 | 1895 | +323  | +2    |
|  | 3.   | Perfumerías Avenida         | 54 | 30 | 24 | 6  | 2182 | 1819 | +363  | -2    |
|  | 4.   | Casademont Zaragoza         | 52 | 30 | 22 | 8  | 2105 | 1841 | +264  |       |
|  | 5.   | Lointek Gernika Bizkaia     | 46 | 30 | 16 | 14 | 2012 | 1993 | +19   |       |
|  | 6.   | Cadí La Seu                 | 45 | 30 | 15 | 15 | 1989 | 1866 | +123  | +15   |
|  | 7.   | Barça CBS                   | 45 | 30 | 15 | 15 | 1895 | 1992 | -97   | -15   |
|  | 8.   | Movistar Estudiantes        | 44 | 30 | 14 | 16 | 2039 | 1975 | +64   |       |
|  | 9.   | Embutidos Pajariel Bembibre | 43 | 30 | 13 | 17 | 1951 | 2034 | -83   | +7    |
|  | 10.  | Kutxabank Araski            | 43 | 30 | 13 | 17 | 1940 | 2074 | -134  | 0     |
|  | 11.  | Durán Maquinaria Ensino     | 43 | 30 | 13 | 17 | 1914 | 2082 | -168  | -7    |
|  | 12.  | IDK Euskotren               | 42 | 30 | 12 | 18 | 2096 | 2134 | -38   | 4 pt. |
|  | 13.  | Spar Gran Canaria           | 42 | 30 | 12 | 18 | 2110 | 2152 | -42   | 2 pt. |
|  | 14.  | Hozono Global Jairis        | 41 | 30 | 11 | 19 | 1957 | 2096 | -139  |       |
|  | 15.  | Innova-TSN Leganés          | 38 | 30 | 8  | 22 | 1969 | 2351 | -382  |       |
|  | 16.  | Tenerife                    | 33 | 30 | 3  | 27 | 1766 | 2299 | -533  |       |

Legenda:
       Campione di Spagna.
      Ammesse ai play-off scudetto.
  Ammesse ai play-off.
      Retrocessa in LFC.
  Vincitrice della Coppa de la Reina 2023.
  Vincitrice della Supercoppa.
Regolamento:
Due punti a vittoria, uno a sconfitta.
In caso di parità di punteggio, contano gli scontri diretti e la classifica avulsa.

## Risultati
|                 | ASE   | ARA   | AVE   | BEM   | CBS   | CLA    | ENS   | EST   | GBZ   | GCA   | GIR    | IBA   | JAI   | LEG   | VAL   | ZAR   |
| --------------- | ----- | ----- | ----- | ----- | ----- | ------ | ----- | ----- | ----- | ----- | ------ | ----- | ----- | ----- | ----- | ----- |
| AE Sedis        |       | 83–64 | 70–63 | 60–62 | 75–55 | 85–54  | 92–65 | 72–67 | 68–70 | 78–63 | 54–66  | 72–77 | 51–64 | 55–62 | 58–59 | 67–74 |
| Araski AES      | 67–62 |       | 60–66 | 67–62 | 55–62 | 83–52  | 82–65 | 56–67 | 73–61 | 67–82 | 57–76  | 73–81 | 80–79 | 62–73 | 43–96 | 63–58 |
| CB Avenida      | 63–47 | 83–46 |       | 76–56 | 67–54 | 81–42  | 90–47 | 74–44 | 73–54 | 69–58 | 78–76  | 78–60 | 65–55 | 78–61 | 79–63 | 76–74 |
| Bembibre        | 41–64 | 74–54 | 49–66 |       | 77–65 | 85–53  | 73–59 | 67–61 | 78–71 | 78–72 | 55–70  | 66–56 | 79–68 | 76–68 | 60–66 | 61–81 |
| Barça CBS       | 47–42 | 60–52 | 50–68 | 65–60 |       | 60–55  | 56–66 | 60–47 | 64–61 | 77–88 | 70–67  | 80–66 | 58–52 | 72–60 | 61–78 | 54–64 |
| CDB Clarinos    | 46–67 | 61–62 | 46–76 | 71–80 | 65–83 |        | 70–74 | 57–69 | 51–79 | 55–73 | 59–96  | 72–67 | 80–88 | 63–66 | 65–98 | 47–72 |
| Ensino Lugo     | 62–81 | 56–54 | 62–55 | 84–62 | 69–74 | 69–60  |       | 67–55 | 58–65 | 89–75 | 58–72  | 73–69 | 56–55 | 85–60 | 57–68 | 65–69 |
| Estudiantes     | 74–82 | 75–60 | 78–72 | 66–49 | 66–61 | 100–47 | 82–39 |       | 68–76 | 85–79 | 62–72  | 69–63 | 78–61 | 61–59 | 65–71 | 76–63 |
| Gernika Bizkaia | 58–68 | 64–58 | 62–60 | 71–58 | 79–70 | 81–64  | 71–73 | 68–57 |       | 80–62 | 63–75  | 66–98 | 78–70 | 82–55 | 64–83 | 59–63 |
| Gran Canaria    | 62–59 | 75–76 | 73–75 | 82–80 | 70–63 | 59–68  | 68–52 | 63–68 | 59–61 |       | 71–75  | 80–86 | 64–56 | 73–71 | 72–92 | 65–81 |
| Girona Basket   | 67–57 | 62–64 | 76–72 | 81–64 | 65–58 | 73–52  | 75–54 | 87–75 | 65–49 | 85–66 |        | 87–61 | 58–76 | 83–57 | 68–62 | 72–69 |
| CD Ibaeta       | 55–63 | 73–75 | 83–70 | 70–66 | 68–69 | 62–68  | 60–69 | 72–67 | 69–61 | 74–69 | 53–68  |       | 84–73 | 81–54 | 58–65 | 48–90 |
| CB Jairis       | 50–66 | 78–74 | 58–62 | 83–75 | 82–71 | 72–63  | 58–54 | 57–53 | 50–55 | 63–75 | 71–79  | 73–70 |       | 64–62 | 48–74 | 45–66 |
| Leganes         | 62–84 | 74–83 | 75–85 | 58–69 | 49–96 | 79–67  | 78–74 | 74–71 | 53–76 | 63–91 | 70–100 | 61–92 | 91–80 |       | 59–91 | 73–84 |
| Valencia Basket | 82–46 | 49–67 | 78–86 | 71–54 | 91–34 | 92–63  | 85–50 | 79–72 | 83–73 | 72–58 | 77–62  | 86–81 | 92–60 | 86–49 |       | 63–58 |
| Basket Zaragoza | 65–61 | 65–63 | 62–76 | 55–35 | 88–46 | 68–50  | 68–63 | 68–61 | 67–54 | 54–63 | 61–60  | 71–59 | 83–68 | 87–93 | 77–55 |       |

## Play-off
Le gare di andata dei quarti di finale si sono disputate il 20 aprile, quelle di ritorno il 23 aprile 2023; le semifinali dal 26 al 30 aprile.
La serie finale si è disputata il 4 e il 7 maggio.
|  | Quarti di finale | Quarti di finale        | Quarti di finale | Quarti di finale    | Quarti di finale |    |     | Semifinali  | Semifinali | Semifinali | Semifinali | Semifinali |  |  | Finale | Finale | Finale | Finale | Finale | Finale |  |
|  |                  |                         |                  |                     |                  |    |     |             |            |            |            |            |  |  |        |        |        |        |        |        |  |
|  | 1.               | Valencia BC             | 58               | 77                  | 135              |    |     |             |            |            |            |            |  |  |        |        |        |        |        |        |  |
|  | 1.               | Valencia BC             | 58               | 77                  | 135              |    |     |             |            |            |            |            |  |  |        |        |        |        |        |        |  |
|  | 8.               | Movistar Estudiantes    | 56               | 35                  | 91               |    |     |             |            |            |            |            |  |  |        |        |        |        |        |        |  |
|  | 8.               | Movistar Estudiantes    | 56               | 35                  | 91               |    | 1.  | Valencia BC | 72         | 93         | 165        |            |  |  |        |        |        |        |        |        |  |
|  |                  |                         |                  |                     |                  |    | 1.  | Valencia BC | 72         | 93         | 165        |            |  |  |        |        |        |        |        |        |  |
|  |                  |                         | 4.               | Casademont Zaragoza | 57               | 49 | 106 |             |            |            |            |            |  |  |        |        |        |        |        |        |  |
|  | 4.               | Casademont Zaragoza     | 4.               | Casademont Zaragoza | 57               | 49 | 106 | 69          | 64         | 133        |            |            |  |  |        |        |        |        |        |        |  |
|  | 4.               | Casademont Zaragoza     |                  |                     |                  |    |     |             |            | 133        |            |            |  |  |        |        |        |        |        |        |  |
|  | 5.               | Lointek Gernika Bizkaia | 75               | 52                  | 127              |    |     |             |            |            |            |            |  |  |        |        |        |        |        |        |  |
|  | 5.               | Lointek Gernika Bizkaia | 75               | 52                  | 127              |    | 1.  | Valencia BC | 70         | 81         |            | 2          |  |  |        |        |        |        |        |        |  |
|  |                  |                         |                  |                     |                  |    |     |             |            |            |            |            |  |  |        |        |        |        |        |        |  |
|  |                  |                         | 3.               | Perfumerías Avenida | 66               | 69 |     | 0           |            |            |            |            |  |  |        |        |        |        |        |        |  |
|  | 2.               | Spar CityLift Girona    | 3.               | Perfumerías Avenida | 66               | 69 | 56  | 0           | 59         | 115        |            |            |  |  |        |        |        |        |        |        |  |
|  | 2.               | Spar CityLift Girona    |                  |                     |                  |    |     |             |            |            |            |            |  |  |        |        |        |        |        |        |  |
|  | 7.               | Barça CBS               | 50               | 66                  | 116              |    |     |             |            |            |            |            |  |  |        |        |        |        |        |        |  |
|  | 7.               | Barça CBS               | 50               | 66                  | 116              |    | 7.  | Barça CBS   | 57         | 57         | 114        |            |  |  |        |        |        |        |        |        |  |
|  |                  |                         |                  |                     |                  |    | 7.  | Barça CBS   | 57         | 57         | 114        |            |  |  |        |        |        |        |        |        |  |
|  |                  |                         | 3.               | Perfumerías Avenida | 64               | 72 | 136 |             |            |            |            |            |  |  |        |        |        |        |        |        |  |
|  | 3.               | Perfumerías Avenida     | 3.               | Perfumerías Avenida | 64               | 72 | 136 | 92          | 82         | 174        |            |            |  |  |        |        |        |        |        |        |  |
|  | 3.               | Perfumerías Avenida     |                  |                     |                  |    |     |             |            | 174        |            |            |  |  |        |        |        |        |        |        |  |
|  | 6.               | Cadí La Seu             | 45               | 56                  | 101              |    |     |             |            |            |            |            |  |  |        |        |        |        |        |        |  |

## Verdetti
- Campione di Spagna: Valencia B.C. (1º titolo)
Formazione:[5]. (3) Alba Torrens, (5) Cristina Ouviña, (7) Ángela Salvadores, (9) Queralt Casas, (10) Leticia Romero, (14) Raquel Carrera, (15) Lauren Cox, (21) Marie Gülich, (22) Cierra Burdick, Eleanna Christinakī,[6][7] Elena Buenavida. Allenatore: Rubén Burgos López.
- Retrocessa in Liga Feminina Challenge:  CDB Clarinos e Innova-TSN Leganés.
- Vincitrice Coppa de la Reina: Saragozza (1º titolo)
- Vincitrice Supercoppa: Uni Girona (3º titolo)[8]